# Comisión de Valores de Irak
La Comisión de Valores de Irak (ISC) es una comisión pública independiente que supervisa las actividades de los mercados de valores autorizados, uno de los cuales es la Bolsa de Valores de Irak. Fue establecida por la Orden n.º 74 como una organización independiente sin fines de lucro el 18 de abril de 2004.